# Jorge de Liechtenstein-Nicolsburg
Jorge de Liechtenstein-Nicolsburg (em alemão:  Jörg von Liechtenstein-Nicolsburg, Nicolsburg, ca. 1360 – Castelo de Neuspaur, 20 de agosto de 1419) foi um pseudocardeal austríaco da Igreja Católica pertencente à Casa de Liechtenstein que não aceitou a púrpura e foi príncipe-bispo de Trento.

## Biografia
Da aristocrática Casa de Liechtenstein, estudou na Universidade de Viena a partir de 1377. Em 1381, torna-se reitor da igreja de Todos os Santos em Viena e da catedral metropolitana de Sankt Stefan de Viena, além de chanceler da Universidade de Viena. Torna-se cônego do capítulo da catedral de Passau em 1389. Em 1390, ele foi a Roma como enviado do duque Alberto III da Áustria e lá ele foi nomeado protonotário apostólico.
Eleito príncipe-bispo de Trento pelo capítulo da catedral, com o apoio do duque Alberto III, no início de 1390, foi confirmado pelo Papa Bonifácio IX em 10 de outubro e tomou posse em 7 de novembro de 1390.
Seu episcopado foi atormentado por constantes brigas com os cidadãos da cidade de Trento, que procuravam se livrar da autoridade do bispo; por discussões com seus vassalos; e, finalmente, pelo conflito latente com o duque Frederico IV de Habsburgo-Tirol, cuja exigência de soberania sobre a diocese o bispo Liechtenstein não reconheceu. Em 1407, ele foi forçado a renunciar a seus direitos leigos em favor de Viena; eles foram devolvidos em 1409. Um ano depois, em 1410, ele teve que renunciar novamente ao seu direito sobre o principado em favor do duque Frederico; ele se retirou então para Nikolsburg e Maehren. Seus esforços para recuperar seu poder leigo sobre sua diocese permitiram que ele buscasse a ajuda do antipapa João XXIII e do rei Sigismundo, que o nomearam seu conselheiro e princeps aulae; seus esforços finalmente foram bem-sucedidos quando, em 1411/1412, o duque Frederico IV desistiu.
Foi criado cardeal em 6 de junho de 1411 pelo Papa João XXIII de Avinhão, como cardeal-presbítero, mas recusou a honraria. Em maio de 1412, Sigismundo adotou medidas severas contra o duque e, no mês seguinte, o nomeou como seu conselheiro, confiando-lhe importantes e delicadas tarefas políticas e judiciais. Dois anos depois, apareceu na comitiva do rei dos romanos nas dietas de Koblenz e Nuremberg, provavelmente também participando de sua coroação como rei da Germânia em Aachen. Ele participou do Concílio de Constança e se juntou à obediência do Papa Martinho V, voltando na sequência para sua diocese, onde a polêmica eclodiu novamente pouco depois.
Na primavera de 1419, foi forçado a abandonar Trento novamente e se refugiar no Castelo de Neuspaur; a partir daqui, em 5 de abril, ele chegou a uma trégua por meio da esposa de Frederico IV, Ana de Braunschweig-Wolfenbüttel, mas antes de uma reconciliação definitiva, talvez como resultado de envenenamento, morreu em 20 de agosto de 1419. Foi sepultado na Catedral de Trento.